# Pholcus mascaensis
Pholcus mascaensis là một loài nhện trong họ Pholcidae. Loài này có ở quần đảo Canaria.